# إيرين موران
إيرين موران (بالإنجليزية: Erin Moran)‏ (مواليد 18 أكتوبر 1960 في كاليفورنيا - 22 أبريل 2017)، هي ممثلة أمريكية بدأت مسيرتها الفنية عام 1966. اشتهرت بدور «جوني» في مسلسل أيام سعيدة (Happy Days) الصادر سنة 1974 ولمدة 10 سنوات. ثم أدت بطولة مسلسل «جوني لافز تشاتشي»، والذي يربطه علاقة بشخصيتها بمسلسل أيام سعيدة.

## وصلات خارجية
- إيرين موران على موقع IMDb (الإنجليزية)
- إيرين موران على موقع روتن توميتوز (الإنجليزية)
- إيرين موران على موقع ألو سيني (الفرنسية)
- إيرين موران على موقع تيرنر كلاسيك موفيز (الإنجليزية)
- إيرين موران على موقع أول موفي (الإنجليزية)
- إيرين موران على موقع قاعدة بيانات الأفلام السويدية (السويدية)
- إيرين موران على موقع إن إن دي بي (الإنجليزية)
- إيرين موران على موقع قاعدة بيانات الفيلم (الإنجليزية)
- إيرين موران على موقع كينوبويسك (الروسية)
- إيرين موران على موقع كينوبويسك (الروسية)